# Favites stylifera
Espèce
Statut CITES
Favites stylifera est une espèce de coraux appartenant à la famille des Merulinidae ou la famille Faviidae.